# 江紑
江 紑（こう ふう、生年不詳 - 527年）は、南朝梁の人物。字は含潔、または含絜。本貫は済陽郡考城県。

## 経歴
江蒨の次男として生まれた。江紑は幼い頃から孝行な性格だった。13歳のとき、父が眼病にかかると、江紑はほぼ一年のあいだ病床につきっきりで、衣も帯を解くことがなかった。夜の夢にひとりの僧が現れて、「眼病を患う者には、慧眼水を飲ませると必ず治ろう」といった。江紑は目覚めてこれを説明したが、誰ひとり理解できる者がいなかった。江紑の叔父の江禄が草堂寺の智者法師と仲が良かったため、草堂寺を訪れた。智者法師は「『無量寿経』に慧眼は真実を見て、彼岸に渡ることができるといいます」と答えた。そこで江蒨は智者法師の勧めにより同夏県境の牛屯里の家を寺として寄進し、嘉名を賜りたいと武帝に請願した。武帝は「純臣孝子は往々にして感応するという。晋代の顔含は冥界から薬を送られたとされる。近くは智者に会い、卿の次男が夢に感じて、慧眼水を飲めと言われたことを知った。慧眼とは五眼のひとつの名であるから、もし寺を造りたいのであれば、慧眼を名とするといいだろう」と答えた。寺の造営をはじめると、そこの古井戸から水が湧き出した。井戸水は清冽で、普通の湧き水とは異なっていた。夢のとおりに水を取って眼を洗い薬を煮ると、しばらくして病は快癒した。当時の人はこれを孝行に感応したものだと評した。
南康王蕭績が南徐州刺史となると、江紑は召し迎えられて主簿となった。江紑は物静かな性格で、『老子』や『荘子』の玄言を好み、仏教の解釈を最も得意として、出仕を楽しまなかった。大通元年（527年）、父が死去すると、江紑は墓のそばに廬を建てて、終日号哭してやまず、1月あまりして死去した。
子に江総があった。

## 伝記資料
- 『梁書』巻47 列伝第41
- 『南史』巻36 列伝第26